# Xã Aux Sable, Quận Grundy, Illinois
Xã Aux Sable (tiếng Anh: Aux Sable Township) là một xã thuộc quận Grundy, tiểu bang Illinois, Hoa Kỳ. Năm 2010, dân số của xã này là 13.061 người.